# Кућа седам жена
Кућа седам жена (порт. A casa das sete mulheres) бразилска је минителеновела, продукцијске куће Реде Глобо, снимана 2002.
У Србији је приказивана 2004. на БК телевизији.
Заснована је на истоименом роману Летисије Вјешховски.

## Синопсис
На југу Бразила почетком XIX века, надахнут идеалом слободе, народ се бори против португалске власти. Бенто Гонсалвес, један од вођа побуне, ожењен Уругвајком Кајетаном, глава узорне породице која, ухваћена у ратни вртлог, мора да побегне на породично имање. На челу екипе Кајетана, са којом су њихова деца, међу који је старија кћерка Перпетуа. Уз њих су Бентова млађа сестра Марија и њене три предивне кћерке: Росарио, Мануела и Маријана. На имању ће се придружити Хоакини, Бентовој најсрећнијој и највеселијој сестри. Затворене у кући где ће провести низ година, седам жена одиграће пресудну улогу у рату. Заузеће се за друштвени поредак, који ће бити потпора свету у расулу, макар на тај начин буду угрозиле свој интегритет.
Рат је приказан кроз јунаштво мушкараца и њихових подвига у борбама, али и гледан очима жена. Оне десет година живе на сточној фарми — у доба трајања сукоба између града Фаропила и португалске војске — очекујући повратак својих мужева, синова, стричева, нећака, рођака и браће. У тих десет година осетиће љубав, бол и усамљеност коју доноси губитак и удаљеност вољене особе.

## Улоге
| Глумац:             | Улога:                   |
| ------------------- | ------------------------ |
| Ђована Антонели     | Анита Гарибалди          |
| Тијаго Ласерда      | Ђузепе Гарибалди         |
| Вернер Шунеман      | Бенто Гонсалвес          |
| Елијана Жијардини   | Кајетана                 |
| Камила Моргадо      | Мануела де Паула Фереира |
| Жулијана Паес       | Тејниагва                |
| Нивеа Марија        | Марија                   |
| Бете Мендес         | Ана Жоакина              |
| Данијела Ескобар    | Перпетуа                 |
| Марсело Новаес      | Инасио                   |
| Маријана Шименес    | Росарио                  |
| Тијаго Фрагосо      | Естевао                  |
| Самара Фелипо       | Маријана                 |
| Тарсисио Фиљо       | Антонио де Соуза Нето    |
| Луис Мело Бенто     | Мануел                   |
| Жандира Мартини     | дона Антонија            |
| Ана Беатриз Ногуера | Роса                     |
| Жозе де Абреу       | Онофре Пирес             |
| Мурило Роса         | Алфонсо Корте Реал       |
| Далтон Виг          | Луиђи Розети             |
| Родриго Фаро        | Жаоким                   |